# Natib Qadish
Le Natib Qadish (oug. 𐎐𐎚𐎁𐎟𐎖𐎄𐎌 natīb qadīš) est une forme de néopaganisme de tradition sémite et plus exactement mésopotamienne et cannanéenne. Le Natib Qadish s'inspire surtout de l'ancienne religion mésopotamienne et d'autres anciennes religions orientales. Les mots Natib et Qadish viennent de l'ancient dialecte phénicien d'ougarit, langue dans la cité-État antique        d'Ougarit. Natib signifie «chemin» et Qadish signifie «sacré». Réunis, Natib Qadish signifient donc «voie sacrée». Les adeptes de cette religion sont appelés les Qadish et les prêtres, hommes et femmes, sont appelés respectivement Kahin et Kahinat.